# Haworthia mirabilis var. badia
Haworthia mirabilis var. badia és una varietat de Haworthia mirabilis del gènere Haworthia de la subfamília de les asfodelòidies.

## Descripció
Haworthia mirabilis var. badia, és una de les espècies més boniques del grup mirabilis. És una planta de creixement lent amb fulles com la gelatina gruixuda. Amb una mica d'exposició al sol, pren uns tons exquisits de marró castany i quan es cultiva correctament és molt decoratiu. Difereix de la var. mirabilis per les seves fortes rosetes, les fulles atenuen el reticle, suau, de color marró brillant profund. Es manté solitari, però de vegades pot proliferar després de diversos anys. Les fulles són fortament recurvades, atenuades, generalment de color marró vermellós o rosa bronze, translúcides, no tuberculades per sota, marge llis o lleugerament rugós. La inflorescència en forma de raïm esvelt, simple, prim i poc florit de fins a 25 cm d'alçada. Només poques flors s'obren alhora. Les flors són estretament allargades, blanquinoses. L'estructura, el color i els fruits de la flor són típics del gènere. El brot és en forma de S.

## Distribució i hàbitat
Aquesta varietat creix a la província sud-africana del Cap Occidental, concretament és coneguda a dues localitats a l'oest de Napier. En el seu hàbitat creix sota una vegetació baixa de fynbos (vegetació arbustiva que es produeix en un petit cinturó del cap occidental de Sud-àfrica, principalment a les pluges hivernals costaneres amb un clima mediterrani) sobre argiles empobrides derivades de gres o entre còdols i herbes petites. Està amenaçada per la pèrdua d'hàbitat i la degradació de l'hàbitat. És principalment un productor d’hivern i primavera. La localitat tipus va ser gairebé destruïda per activitats d'excavació de pedreres i també per invasió de vegetació exòtica. Hi ha algunes plantes que encara sobreviuen al voltant de la pedrera i més amunt al turó i prop del cim. A la segona localitat, "Sanfointein" és la població sana i nombrosa. A prop hi ha la localitat de H. mirabilis var. triebneriana, però estan ben separades entre si. Tot i que a la segona localitat es van observar plantes, que presentaven signes de triebneriana.

## Taxonomia
Haworthia mirabilis var. badia va ser descrita per (Poelln.) M.B.Bayer i publicat a Haworthia Revisited: 109, a l'any 1999.
Etimologia
Haworthia: nom en honor del botànic britànic Adrian Hardy Haworth (1767-1833).
mirabilis: epítet llatí que significa "meravellós".
var. badia: epítet llatí que significa "marró vermellós".
Sinonímia
- Haworthia badia Poelln., Kakteenkunde 1938: 76 (1938). (Basiònim/Sinònim substituït)
- Haworthia mirabilis subsp. badia (Poelln.) M.B.Bayer, Haworthia Handb.: 101 (1976).[6]